# Шмит (дворянский род)
Не путать с дворянами Шмидт и Шмитт.
Шмит (нем. Schmidt, Schmid) — несколько дворянских родов.
Этимология названия фамилии происходит от немецкого — кузнец (нем. Schmied). Высокая вариантность написания фамилии в различных источниках, затрудняет русификацию фамилии, имён и отчеств данного рода (Шмит, Шмидт, Шмид, Шмитов), а также высокой распространённостью фамилий (67-е место среди 178 носителей в адресной книге «Весь Петербург» в 1910 году).
Советник правления Заёмного банка, коллежский советник Христиан Шмит пожалован 31 декабря 1786 года императрицей Екатериной II в дворянское Российской империи достоинство.
Коллежский советник Карл и его сын подпоручик Кондратий Шмит находились а службе и имели чины и 29 апреля 1838 года пожалованы с потомством дипломом на дворянское достоинство.
- Шмит, Константин Конрадович (1835—1894) — генерал-лейтенант, герой Русско-турецкой войны 1877—1878 годов.

Иван Шмит, действительный статский советник, жалован дипломом на потомственное дворянское достоинство.

## Описание гербов

### Герб Христиана Шмит
Щит разделён горизонтально на две части. В верхней части в голубом поле четыре серебряные звезды в знак восхождения его в дворянское достоинство. В нижней части в серебряном поле несколько рассеянных муравьёв, в знак, что он трудолюбием своим достиг получения нынешнего чина и ордена. Щит увенчан обыкновенным дворянским шлемом. Намёт голубой, подложен серебром (в гербовник не внесён).

### Герб. Т. XI. № 128.
Щит поделён горизонтально. Вверху в голубом поле накрест два серебряных меча с золотыми рукоятками. В нижней части в серебряном поле зелёная с тремя вершинами гора. Над щитом дворянский шлем с короной. Нашлемник: три серебряных страусовых пера. Намёт: справа — голубой с серебром, слева — зелёный с серебром.

## Известные представители
- Шмит Иван — майор, записан в списке офицеров и нижних чинов Преображенского полка, возвращённые из Пилавы через Нарву в Москву в июне 1697 года, упомянут в 1695 году[4][5].
- Шмит Якоб Иоганн (?-1775) — подполковник.
- Шмит Александр Оттович (1833—1916) — генерал от инфантерии.
- Шмит Евгений Оттович (1844-не ранее 1915) — генерал от кавалерии, генерал-губернатор.
- Шмит Константин Конрадович (1835—1894) — генерал-лейтенант, герой Русско-турецкой войны 1877—1878 годов.
- Шмит Никита Конрадович (1833—1898) — тайный советник.